# Gradec (gmina Pivka)
Gradec – wieś w Słowenii, gmina Pivka. 1 stycznia 2017 liczyła 58 mieszkańców.